# Liste von Leuchttürmen in Syrien
Die Liste von Leuchttürmen in Syrien enthält aktive und historische Leuchtfeuer. Die Liste zeigt die Objekte von Nord nach Süd.

## Liste
| Leuchtturm arabisch منارة | Leuchtturm arabisch منارة | Leuchtturm arabisch منارة | Ort, Region   | Koordinaten                      | Baujahr/e | Höhe in m | Höhe in m | Kennung∡°     | Reichweite                        | UKHO # NGA # ARLHS #   |  |
|                           |                           | | Ort, Region   | Koordinaten                      | Baujahr/e | Bau       | Feuer     | Kennung∡°     | Reichweite                        | UKHO # NGA # ARLHS #   |  |
| ------------------------- | ------------------------- | --- | ------------- | -------------------------------- | --------- | --------- | --------- | ------------- | --------------------------------- | ---------------------- |  |
| Ras al-Bassit             | Ras al-Bassit             | Bild gesucht Die Wikipedia wünscht sich an dieser Stelle ein Bild vom hier behandelten Ort. Falls du dabei helfen möchtest, erklärt die Anleitung , wie das geht. BW | Ras al-Bassit | 35° 51′ 4,3″ N, 35° 48′ 18,7″ O  |           | 12        | 75        | Fl.W.4s       | 14 sm (26 km)                     | N 5919 20988 SYR-004   |  |
| Ras al Fasuri             | Ras al Fasuri             | Bild gesucht Die Wikipedia wünscht sich an dieser Stelle ein Bild vom hier behandelten Ort. Falls du dabei helfen möchtest, erklärt die Anleitung , wie das geht. BW | Burj Islam    | 35° 40′ 22,9″ N, 35° 46′ 21″ O   |           |           | 74        | Q(3).W.5s     | 5 sm (9 km)                       | N 5919.4 20992 SYR-005 |  |
| Ras Ibn Hani              | Ras Ibn Hani              | Bild gesucht Die Wikipedia wünscht sich an dieser Stelle ein Bild vom hier behandelten Ort. Falls du dabei helfen möchtest, erklärt die Anleitung , wie das geht. BW | Ras Ibn Hani  | 35° 35′ 10,4″ N, 35° 43′ 2,1″ O  | ≈1864     | 17        | 18        | Fl.W.5s       | 12 sm (22 km)                     | N 5920 20996 SYR-006   |  |
| Latakia Mole              | Latakia Mole              | Bild gesucht Die Wikipedia wünscht sich an dieser Stelle ein Bild vom hier behandelten Ort. Falls du dabei helfen möchtest, erklärt die Anleitung , wie das geht. BW | Latakia       | 35° 31′ 56″ N, 35° 45′ 18,5″ O   |           |           | 4         | LFl.G.4s      | 5 sm (9 km)                       | N 5921.6 21004         |  |
| Latakia                   | 🢃                         | Bild gesucht Die Wikipedia wünscht sich an dieser Stelle ein Bild vom hier behandelten Ort. Falls du dabei helfen möchtest, erklärt die Anleitung , wie das geht. BW | Latakia       | 35° 31′ 47″ N, 35° 46′ 7,5″ O    |           |           |           | Fl(2).R.5s    | 6 sm (11 km)                      | N 5921.5 21005         |  |
| Latakia                   | 🢁                         | Bild gesucht Die Wikipedia wünscht sich an dieser Stelle ein Bild vom hier behandelten Ort. Falls du dabei helfen möchtest, erklärt die Anleitung , wie das geht. BW | Latakia       | 35° 31′ 40,1″ N, 35° 46′ 25,7″ O |           | 30        |           | Fl(2).R.5s    | 6 sm (11 km)                      | N 5921.51 21005.1      |  |
| El Burj                   | El Burj                   | Bild gesucht Die Wikipedia wünscht sich an dieser Stelle ein Bild vom hier behandelten Ort. Falls du dabei helfen möchtest, erklärt die Anleitung , wie das geht. BW | Latakia       | 35° 30′ 51,9″ N, 35° 46′ 7,7″ O  | 1864      | 5         | 22        | Fl(2).W.9s    | 10 sm (19 km)                     | N 5921.4 21006 SYR-001 |  |
| Dschabla Mole             | ⮞                         | Bild gesucht Die Wikipedia wünscht sich an dieser Stelle ein Bild vom hier behandelten Ort. Falls du dabei helfen möchtest, erklärt die Anleitung , wie das geht. BW | Dschabla      | 35° 21′ 37,9″ N, 35° 55′ 5,6″ O  |           | 1,5       | 6         | Q.R           | 5 sm (9 km)                       | N 5922.2 21016         |  |
| Dschabla Mole             | ⮜                         | Bild gesucht Die Wikipedia wünscht sich an dieser Stelle ein Bild vom hier behandelten Ort. Falls du dabei helfen möchtest, erklärt die Anleitung , wie das geht. BW | Dschabla      | 35° 21′ 38,1″ N, 35° 55′ 2,4″ O  |           | 1,2       | 7         | Q.G           | 4 sm (7 km)                       | N 5922 21012           |  |
| Baniyas                   | Baniyas                   | Bild gesucht Die Wikipedia wünscht sich an dieser Stelle ein Bild vom hier behandelten Ort. Falls du dabei helfen möchtest, erklärt die Anleitung , wie das geht. BW | Baniyas       | 35° 8′ 49,4″ N, 35° 55′ 15,3″ O  |           | 11        | 98        | Fl.(3) WR.17s | W: 16 sm (30 km) R: 12 sm (22 km) | N 5923.5 21032 SYR-002 |  |
| Tartus                    | ⮜                         | Bild gesucht Die Wikipedia wünscht sich an dieser Stelle ein Bild vom hier behandelten Ort. Falls du dabei helfen möchtest, erklärt die Anleitung , wie das geht. BW | Tartus        | 34° 54′ 36″ N, 35° 51′ 16,2″ O   |           |           | 7         | Fl.R.4s       | 5 sm (9 km)                       | N 5923.8 21040         |  |
| Tartus                    | ⮞                         | Bild gesucht Die Wikipedia wünscht sich an dieser Stelle ein Bild vom hier behandelten Ort. Falls du dabei helfen möchtest, erklärt die Anleitung , wie das geht. BW | Tartus        | 34° 54′ 34,5″ N, 35° 51′ 33,4″ O |           | 10        |           | Fl.G.4s       | 5 sm (9 km)                       | N 5923.7 21039         |  |
| Aruad                     | Aruad                     | | Aruad         | 34° 51′ 21,4″ N, 35° 51′ 25,8″ O | ≈1864     | 4         | 20        | Fl.W.5s       | 12 sm (22 km)                     | N 5924 21044 SYR-003   |  |

Anmerkungen
🢁 Oberfeuer (hinten) 🢃 Unterfeuer (vorne) ⮞ Ost ⮜ West  gelöscht